# 양촨탕
양촨탕(중국어 간체자: 杨传堂, 정체자: 楊傳堂, 병음: Yáng Chuántáng, 1954년 5월 ~ )는 중화인민공화국의 정치인이다. 칭하이성과 티베트 자치구 성장을 역임했다.

## 생애
산둥성 위청시 출신으로 1972년 중국인민해방군에 입대하고 1976년 중국 공산당에 입당했다. 산둥사범대학을 졸업하고 중국공산당 당교에서 경제관리학 학사 학위를 받았다. 제16기 중국공산당 중앙위원회 후보위원으로 선출된 데 이어 16기 7중전회에서 보궐선거로 중앙위원으로 선출되었다. 이후 제17기와 18기 중앙위원을 지내고 칭하이성 인민정부 성장과 중공 티베트 자치구 당위원회 서기, 중화인민공화국 교통운수부 부장 등을 지냈다. 현재 제13기 중국인민정치협의회 부주석과 당조성원, 중화인민공화국 교통운수부 당조 서기이다.